# I koalicja antyfrancuska
Pierwsza koalicja antyfrancuska lat (1792–1797) była pierwszym wysiłkiem europejskich mocarstw na drodze do obalenia rewolucyjnej Republiki Francuskiej. Był to związek niektórych państw europejskich, w tym przede wszystkim Wielkiej Brytanii (która uczestniczyła we wszystkich koalicjach), Austrii, Prus, Holandii i Hiszpanii zawarty na wieść o zgilotynowaniu monarchy francuskiego Ludwika XVI. Sojusznicy nie chcieli dopuścić do rozprzestrzenienia się idei rewolucyjnych w Europie, co zapowiedziało Zgromadzenie Narodowe.
Państwa te podjęły szereg uderzeń na lądzie i morzu, przy czym Prusy i Austria atakowały od strony Republiki Zjednoczonych Prowincji i Renu, zaś Wielka Brytania wspierała rojalistyczne powstania na francuskiej prowincji i podjęła oblężenie Tulonu. Francja wobec porażki w bitwie pod Neerwinden (18 marca 1793) oraz poważnego ciosu wewnętrznego, jakim były wojny wandejskie, odpowiedziała z całą mocą: powołany 6 kwietnia przez Konwent Komitet Ocalenia Publicznego ogłosił levée en masse powołując pod broń wszystkich mężczyzn w wieku od 18 do 25 lat. Nowe francuskie armie pokonały najeźdźców i przeniosły wojnę poza własne granice. Francuzi ustanowili 5 maja 1795 roku pierwsze państwo satelickie – Republikę Batawską, a w ramach pierwszego traktatu pokojowego zawartego w Bazylei zabrali Prusom Nadrenię. Hiszpania zawarła z Francją osobny traktat pokojowy. Sukces spowodował, że francuski dyrektoriat przyjął plan podboju dalszych małych państw niemieckich i opanowanych przez Austriaków północnych Włoch.
Na północ od Alp arcyksiążę Karol Ludwik Habsburg opanował w roku 1796 sytuację, ale w północnych Włoszech generał Napoleon Bonaparte podjął szereg zwycięskich działań przeciwko Sardynii i Austrii (1796–1797) w okolicach Doliny Padu, co zakończyło się zawarciem traktatów pokojowych w Leoben i Campo Formio w październiku 1797 roku. Koalicja upadła, a w wojnie przeciwko Francji została osamotniona Wielka Brytania.

## Tło i początek zmagań
Od roku 1791 monarchowie europejscy z zaniepokojeniem obserwowali rozwój wypadków we Francji zastanawiając się, czy powinni interweniować, zarówno dla udzielenia pomocy królowi Ludwikowi, jak i ewentualnego wykorzystania dla własnych celów chaosu, w jakim Francja zdawała się pogrążać. Kluczową postacią był władca Świętego Cesarstwa Rzymskiego, Leopold II Habsburg, brat francuskiej królowej Marii Antoniny, który początkowo przyglądał się rewolucji z obojętnością, ale wraz ze wzrostem radykalnych nastrojów w Paryżu zaczął przyjmować postawę wrogą, chociaż wciąż miał nadzieję uniknąć wojny. 27 sierpnia Leopold i król pruski Fryderyk Wilhelm, w porozumieniu z arystokratycznymi francuskimi emigrantami, wydali tzw. deklarację z Pillnitz, w której brali w obronę króla Ludwika i jego rodzinę, zapowiadając poważne konsekwencje jeśli im się coś stanie. I chociaż dla Leopolda dokument z Pillnitz miał znaczenie zastępcze i nie miał pociągnąć za sobą jakichkolwiek kroków przeciwko Francji, władze rewolucyjne potraktowały to jako groźbę i zareagowały natychmiast.
W dodatku obok ideologicznych różnic pomiędzy zrewolucjonizowaną Francją a monarchiami starej Europy, istniał ciągły spór o cesarskie posiadłości w Alzacji, a nadto Francuzów coraz bardziej gniewała agitacja prowadzona przez emigrantów-rojalistów za granicą, szczególnie w Holandii i małych państewkach niemieckich.
W rezultacie, po oskarżycielskim wystąpieniu w Zgromadzeniu Narodowym w dniu 20 kwietnia 1792 roku ministra spraw zagranicznych Dumourieza, Francja wypowiedziała wojnę Austrii. Dumouriez przygotował natychmiast uderzenie na Niderlandy Austriackie, gdzie miał nadzieję na wybuch powstania miejscowej ludności przeciw austriackim okupantom. Jednakże trawiona rewolucyjnym wrzeniem armia była za słaba tak do ataku, jak obrony. Żołnierze dezerterowali masami na samo wspomnienie bitwy, w jednym przypadku po zamordowaniu dowodzącego generała.
Podczas gdy rewolucyjne władze gorączkowo prowadziły nowe zaciągi i reorganizowały wojsko, składająca się w większości z Prusaków armia koalicyjna pod wodzą księcia brunszwickiego Karola Wilhelma Ferdynanda skoncentrowała się w Koblencji nad Renem. Uderzenie nastąpiło w lipcu; armia Brunszwika z łatwością zajęła graniczne twierdze Longwy i Verdun. Tam Brunszwik opublikował proklamację, napisaną przez emigranta, księcia de Condé, w której zadeklarował chęć przywrócenia królowi pełni władzy i zapowiedział, że każda osoba cywilna lub prawna, która mu się nie podporządkuje, będzie karana śmiercią. Efekt tej proklamacji był taki, że władze rewolucyjne i ich armia zostały zmotywowane do zdecydowanego odparcia agresji, a jednocześnie niemal natychmiastowe obalenie króla przez tłum, który uderzył na pałac Tuileries.
Najeźdźcy posuwali się naprzód, ale 20 września pod Valmy spotkali się z siłami Dumourieza i Kellermanna, gdzie wyróżniła się wysoką klasą francuska artyleria. Choć bitwa była taktycznie nierozstrzygnięta, bardzo wzmocniła morale Francuzów. Wkrótce Prusacy uznali, że kampania jest dłuższa i bardziej kosztowna niż przewidywali, zdecydowali się więc wycofać z Francji i zakończyć swój udział w wojnie.
Tymczasem Francuzi odnieśli sukcesy na innych frontach zajmując Sabaudię i Niceę we Włoszech, podczas gdy generał Custine uderzył na Niemcy, zajął kilka miast nad Renem, docierając aż do Frankfurtu. Dumouriez podjął ponownie ofensywę w Belgii, odnosząc 6 listopada wielkie zwycięstwo nad Austriakami pod Jemappes i zajmując cały kraj z początkiem zimy.

## Wzmocnienie sił
21 stycznia 1793, po publicznym procesie, zgilotynowany został Ludwik XVI. To ponownie zjednoczyło monarchie europejskie; wojnę wypowiedziały Hiszpania, Neapol i Republika Zjednoczonych Prowincji. Nawet Wielka Brytania, dotąd obojętna wobec spraw kontynentu, a nawet przychylna Zgromadzeniu Narodowemu, przystąpiła do koalicji. Na wszystkich francuskich granicach pojawiły się obce armie.
Francja odpowiedziała zaciągiem nowych setek tysięcy rekrutów, rozpoczynając w ten sposób zasadę poboru powszechnego, by móc wystawić w polu więcej wojska niż jej arystokratyczni oponenci. By móc nakarmić i wyposażyć tak wielką armię musiała być ona w stałej ofensywie i czerpać materiał wojenny z terytoriów przeciwnika.
W pierwszej chwili Francja poniosła poważne porażki w Belgii, którą musiała opuścić, a na południu i zachodzie nadal szerzyły się rojalistyczne rebelie. Jednak pod koniec roku, nowe wielkie armie i drakońska polityka wewnętrzna, dopuszczająca masowe rozstrzeliwanie buntowników, pozwoliły odepchnąć najeźdźców i uśmierzyć rebelie. Z końcem roku armie francuskie na wszystkich frontach były w natarciu, ale wciąż blisko własnych granic.
Rok 1794 przyniósł dalsze sukcesy armiom rewolucyjnym. Wprawdzie inwazja na Piemont nie powiodła się, ale na zachodzie wojska przekroczyły Pireneje zdobywając San Sebastián, a na wschodzie, po zwycięstwie pod Fleurus, ponownie zajęły Belgię i Nadrenię.

## Na północy i wschodzie
Po zaskakującym zimowym ataku, w roku 1795 Francja zdobyła Holandię i założyła tam satelitarne państwo o nazwie Republika Batawska. Wkrótce potem Prusy i Hiszpania zdecydowały się na zakończenie wojny, oddając Francji, w wyniku traktatu bazylejskiego, lewy brzeg Renu i uwalniając armie francuskie stacjonujące w Pirenejach. Na tym zakończył się największy kryzys Rewolucyjnej Francji i wszystko wskazywało na to, że kraj czeka wiele lat spokoju. Tak się jednak nie stało.
Brytyjczycy zamierzali wesprzeć powstanie w Wandei desantem rojalistów pod Quiberon, ale próba ta zakończyła się niepowodzeniem. 5 października miała miejsce nieudana próba zamachu stanu dokonana przez rojalistów paryskich przeciwko Konwentowi. Finansowany przez Brytyjczyków pucz został krwawo stłumiony przez wojska garnizonu paryskiego dowodzone przez młodego Napoleona Bonaparte. Rezultatem zajść było powierzenie władzy we Francji dyrektoriatowi.
Na froncie reńskim generał Charles Pichegru po negocjacjach z rojalistami zdradził i opuścił swą armię, co doprowadziło do konieczności ewakuacji Mannheimu i przyczyniło się do niepowodzenia oblężenia Moguncji przez Jourdana.
W roku 1796 Francuzi przygotowali wielki atak na trzech frontach jednocześnie: Jourdan i Moreau z linii Renu i Bonaparte we Włoszech. Trzy armie miały połączyć się w Tyrolu i ruszyć razem na Wiedeń.
Jourdan i Moreau szybko wkroczyli do Niemiec; Moreau dotarł do Bawarii na jej styku z Tyrolem we wrześniu, ale Jourdan został pobity przez arcyksięcia Karola, skutkiem czego obie armie musiały pospiesznie wycofać się za Ren.

## Napoleon we Włoszech
Rokujący wielkie nadzieje generał Bonaparte odniósł całkowity sukces w trudnej batalii we Włoszech. Rozdzielił armie Sardynii i Austrii, pobił je po kolei i wymusił, na mocy Traktatu Paryskiego, pokój z okrojoną Sardynią. Jednocześnie zdołał zdobyć Mediolan i oblec Mantuę. Nie przerywając oblężenia pokonał kolejno wysłane przeciw niemu austriackie armie Wurmsera i Alvintzy’ego.
Napoleon ostatecznie zdobył Mantuę w roku 1797, biorąc do niewoli 18 000 Austriaków. Arcyksiążę Karol nie był w stanie zapobiec jego uderzeniu na Tyrol, co zbiegło się z kolejną inwazją Niemiec przez armie Moreau i Hochea. W tej sytuacji cesarstwo nie miało innego wyjścia, jak w kwietniu poprosić o zawieszenie broni. Napoleon podbijał potem dalsze tereny Półwyspu Apenińskiego.
Austria podpisała preliminaria pokojowe w październiku w Campo Formio (Pokój w Campo Formio). Na mocy traktatu oddawała Francji Belgię, a także uznawała przynależność do Francji Nadrenii i większości północnych Włoch. Dawna Republika Wenecka została podzielona na część austriacką i francuską. W ten sposób pierwsza koalicja antyfrancuska przestała istnieć, a w stanie wojny z Francją pozostała jedynie Wielka Brytania.